# Frank Berryman

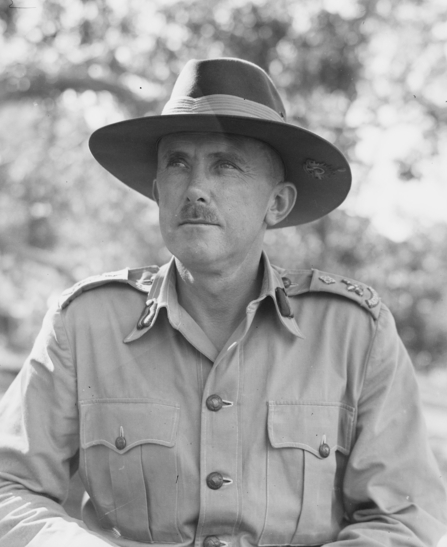
Frank Berryman.

Teniente General Sir Frank Horton Berryman, KCVO CB CBE DSO (11 de abril de 1894 - 28 de mayo de 1981) fue un oficial del ejército australiano que sirvió como general durante la Segunda Guerra Mundial. Fue el hijo de un conductor de la locomotora, entró a Duntroon en 1913. Su clase se graduó pronto después de la que Primera Guerra Mundial estallara, y sirvió en el frente occidental con la artillería de campo. Después de la guerra, pasó casi veinte años como uno de los principales militares de guerra.

## Primera Guerra Mundial
La Clase Duntroon de Berryman aún no había completado su formación militar. El general William Throsby Bridges decidió que el deber del regimiento sería rectificar esa deficiencia, por lo que asignó a los cadetes de Duntroon como oficiales de regimiento de la Primera Fuerza imperial australiana (AIF), y no como oficiales de estado mayor.